# Prikovci
Prikovci (macedónul: Приковци) település Észak-Macedóniában, a Északkeleti körzetben, Kratovo községben.

## Népesség
| Lakosok száma | 207  | 228  | 238  | 209  | 168  | 157  | 153  | 114  | 75   |
|               | 1948 | 1953 | 1961 | 1971 | 1981 | 1991 | 1994 | 2002 | 2021 |

- 2002-ben 114 lakosa volt, akik mindannyian macedónok.